# Christian Beeck
Christian Beeck (* 18. Dezember 1971 in Rathenow, Bezirk Potsdam, DDR) ist ein ehemaliger deutscher Fußballspieler und ehemaliger Sportdirektor im Profifußball.

## Spielerkarriere
Beeck begann im Alter von acht Jahren beim 1. FC Union Berlin mit dem Fußballspielen. Dort entwickelte er sich zu einem talentierten Nachwuchsspieler und weckte sowohl das Interesse des Lokalrivalen BFC Dynamo als auch des DFV. Daher wechselte er 1987 in die Jugendmannschaft des BFC und nahm im Folgejahr mit der U-16-Nationalmannschaft an der Europameisterschaft in Spanien teil, wo das Team den dritten Platz erreichte. Danach rückte er in den Kader der U-18-Nationalmannschaft auf. Insgesamt bestritt Beeck neun Spiele (bei einem Torerfolg) für die U-16- sowie zwölf Spiele (ohne Torerfolg) für die U-18-Auswahl.
Nach dem Fall der Berliner Mauer verließ Beeck Dynamo und schloss sich 1990 dem BSV Stahl Brandenburg an. Dort bestritt er in der Saison 1989/90 sein Debüt in der DDR-Oberliga. Nach drei weiteren Oberliga-Einsätzen, einem davon in der letzten Saison der höchsten ostdeutschen Spielklasse, verließ er Brandenburg für ein Probetraining beim FC Eindhoven, kam von dort über den Umweg beim FC Stahl Hennigsdorf aber wieder zurück an die Havel, wo dem BSV Stahl inzwischen die Qualifikation für die zweite Bundesliga gelungen war. Dort konnte sich der Verein jedoch nicht halten und stieg am Ende der Saison 1991/92 wieder ab.
Beeck wechselte daraufhin zum PFV Bergmann-Borsig Berlin in die Oberliga Nordost, blieb dort eine Saison und kehrte 1993 schließlich wieder zum 1. FC Union zurück. Bei den „Eisernen“ spielte er zwar in einer sportlich erfolgreichen Mannschaft, jedoch verhinderten die finanziellen Probleme des Klubs einen Aufstieg in die zweite Bundesliga, so dass Beeck ebenso wie Dirk Rehbein und Goran Markov Unions Ex-Trainer Frank Pagelsdorf zum Bundesliga-Aufsteiger F.C. Hansa Rostock folgte.
Die Rostocker avancierten in der Saison 1995/96 zur Überraschungsmannschaft und belegten am Saisonende Platz sechs, womit nur um ein Platz die Qualifikation für den UEFA-Pokal verpasst wurde. Die Folgesaison dagegen wurde vom Abstiegskampf bestimmt, wobei Hansa schließlich die Klasse halten konnte. Beeck kam dabei jedoch nie über den Status des Ergänzungsspielers hinaus und verließ Rostock 1997 zu Fortuna Düsseldorf in die zweite Liga. Nachdem er mit der Fortuna jedoch nicht den erhofften Wiederaufstieg erreicht hatte und stattdessen nach der Saison 1998/99 sogar in die Regionalliga abgestiegen war, entschied er sich für einen erneuten Wechsel und kam zu FC Energie Cottbus.
In Cottbus erlebte Beeck seine erfolgreichsten Jahre. 2000 stiegen die Lausitzer in die Bundesliga auf und hielten sich dort drei Jahre. Beeck war dabei eine große Stütze und zeitweise auch Mannschaftskapitän, wurde jedoch immer wieder von Verletzungen zurückgeworfen. Nach einer langwierigen Knieverletzung musste er 2005 seine Karriere beenden.

## Funktionärskarriere
Zunächst strebte Beeck einen Wechsel ins Cottbuser Management an, was jedoch an der damals neuen Vereinsführung scheiterte. Daher übernahm er als Teammanager am 27. September 2005 das Amt des sportlichen Leiters von Lothar Hamann bei seinem alten Klub Union Berlin. Am 1. März 2007 trat er bei den „Eisernen“ die Nachfolge von Jörg Heinrich als Sportdirektor und Chefscout an und besetzte diese Position über fünf Jahre. In diesen Zeitraum konnte der Verein mit der Qualifikation für die 3. Liga und dem Aufstieg in der 2. Bundesliga große Erfolge feiern. Am Saisonende der Spielzeit 2010/11 trennte sich Union aber vorzeitig von Beeck, um die Neuausrichtung des Vereins auch mit personellen Änderungen in der Vereinsspitze einzuleiten. Zu diesem Zeitpunkt hatte sein Vertrag noch ein Jahr Gültigkeit.
Im Mai 2012 unterschrieb Beeck einen Vertrag beim Zweitligisten Energie Cottbus, der im Juni 2013 aufgrund „persönlicher Gründe“ beidseitig aufgelöst wurde. Beeck kündigte danach an, nicht wieder ins Fußballgeschäft zurückkehren zu wollen. Seitdem ist Beeck als Gesellschafter, Vermögensberater und Geschäftsführer tätig.

## Privates
Beeck lebt mit seiner Frau und zwei Kindern an der Ostseeküste.